# Chevalier Paul (D 621)
Chevalier Paul è un'unità navale francese appartenente alla Classe Orizzonte.
Il suo distintivo ottico è D 621 ed è intitolata al navigatore francese del XVII secolo Chevalier Paul.

## Storia
La nave è stata costruita negli stabilimenti DCN di Lorient dove il suo scafo è stato impostato sugli scali il 13 gennaio 2005, varata il 12 luglio 2006 ed è entrata in servizio nella Marine Nationale nel dicembre 2009, dopo che il 5 maggio precedenti nelle acque di La Spezia aveva preso parte insieme alla gemella Forbin e le sorelle italiane Doria Duilio ad un'esercitazione congiunta tra le Orizzonte italiane e francesi.
Dopo avere effettuato il 17 marzo 2010 un test missilistico con il lancio di un missile Exocet MM40 BlockIII il giorno successivo 18 marzo la nave ha lasciato la sua base di Tolone per una lunga crociera, allo scopo di testare la nave a varie latitudini e differenti climi. Dopo avere attraversato lo stretto di Gibilterra è risalita verso il Mare del Nord e dopo avere costeggiato la Scandinavia ha raggiunto la Russia facendo scalo a Severomorsk, base della Flotta del Nord della Marina Militare Russa. Successivamente dopo avere partecipato a metà aprile ad un'esercitazione NATO in Atlantico, cui hanno preso parte anche la portaelicotteri d'assalto Mistral e la portaerei De Gaulle (R 91) ha raggiunto porti di Canada, Stati Uniti, Messico, Caraibi. Dopo avere attraversato il canale di Panama e circumnavigato l'America meridionale ha fatto scalo a Rio de Janeiro in Brasile e dopo avere attraversato l'Atlantico e visitato il Marocco ha fatto rientro a Tolone a metà luglio.

## Galleria d'immagini

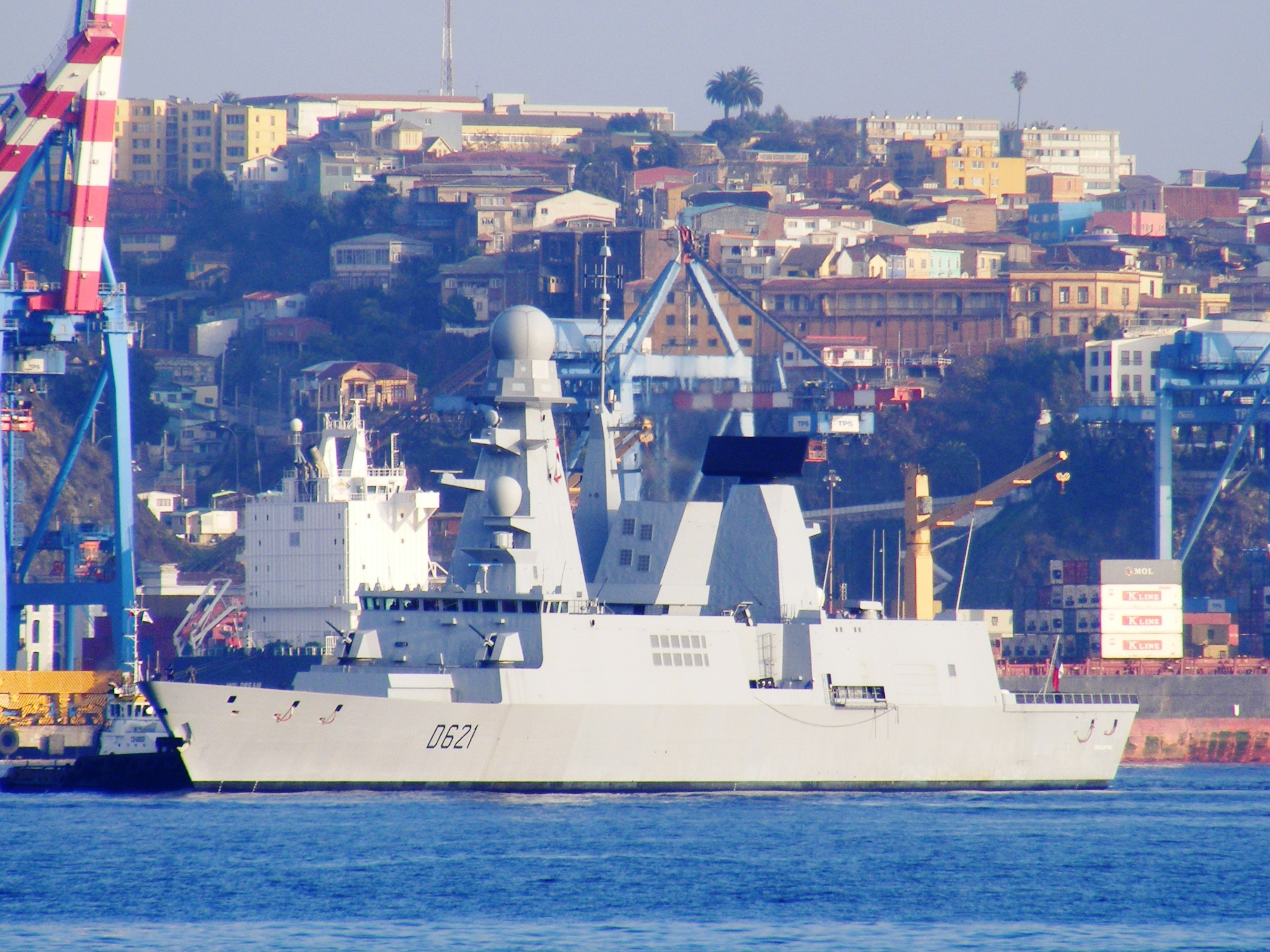
La nave ormeggiata a Valparaíso
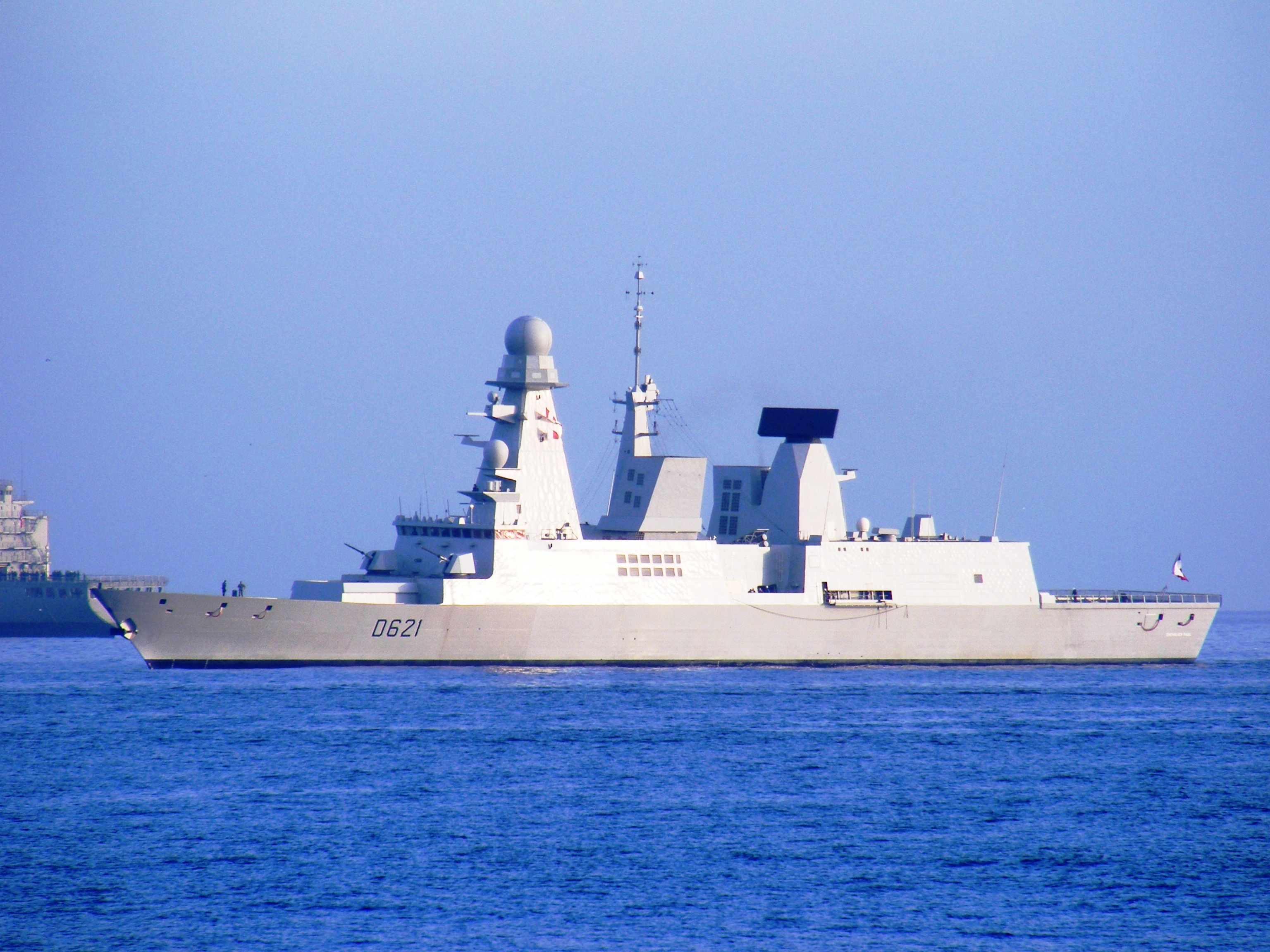
La nave in manovra a Valparaíso